# Pegomya alpigena
Pegomya alpigena är en tvåvingeart som först beskrevs av Pokorny 1893.  Pegomya alpigena ingår i släktet Pegomya och familjen blomsterflugor.
Artens utbredningsområde är Österrike. Inga underarter finns listade i Catalogue of Life.